# Stephen J. Cannell
Stephen Joseph Cannell (Los Angeles, 5 de fevereiro de 1941 – Pasadena, 30 de setembro de 2010) foi um produtor e roteirista estadunidense, notório por seu trabalho na série "Esquadrão Classe A".